# Hiram I
Hiram I – władca fenickiego miasta Tyr w latach 961–936 p.n.e., władzę przejął po swoim ojcu Abibaalu. 
Według Biblii Hiram współpracował z żydowskim królem Salomonem, dostarczając mu materiałów i rzemieślników do budowy świątyni w Jerozolimie, jak również żeglarzy, którzy mieli obsługiwać flotę Salomona w czasie jego wyprawy do Ofiru. 
W czasach jego panowania, po splądrowaniu pobliskiego Sydonu, miasto zajęło jego miejsce i stało się głównym ośrodkiem w Fenicji, kolonizującym odległe tereny Morza Śródziemnego.